# Annona paludosa
Annona paludosa là loài thực vật có hoa thuộc họ Na. Loài này được Aubl. mô tả khoa học đầu tiên năm 1775.